# Afrida larentiata
Afrida larentiata är en fjärilsart som beskrevs av Gottfried Christian Reich 1933. Afrida larentiata ingår i släktet Afrida och familjen trågspinnare. Inga underarter finns listade i Catalogue of Life.